# 浅野長愛
浅野 長愛（あさの ながちか、1925年〈大正14年〉1月14日 - 2007年〈平成19年〉1月6日）は、日本の教育者。
安芸国広島藩浅野家第16代当主。

## 経歴
1925年（大正14年）、侯爵・浅野長武と山階宮菊麿王と同妃範子の第1女子・安子女王夫妻の長男として誕生。
1948年（昭和23年）、神奈川県立平塚江南高等学校に教諭として赴任。
1952年（昭和27年）には、学習院高等科教諭。1979年（昭和54年）から1989年（平成元年）には学習院高等科長ならびに学習院中等科長を歴任した。また、1989年（平成元年）、創立者で理事長であった山階芳麿の逝去に伴い、公益財団法人山階鳥類研究所理事長に就任し、2004年（平成16年）3月まで務める。2007年（平成19年）1月6日、心不全のため、逝去。享年81歳。

## 系譜
- 妻：庸子 - 鷹司信輔の四女
- 長男：浅野長孝 - 学校法人修道学園名誉学園長（かつての広島藩藩校にゆかりを持つ修道中学校・修道高等学校や広島修道大学などを運営。）